# Österreichisches Filmmuseum

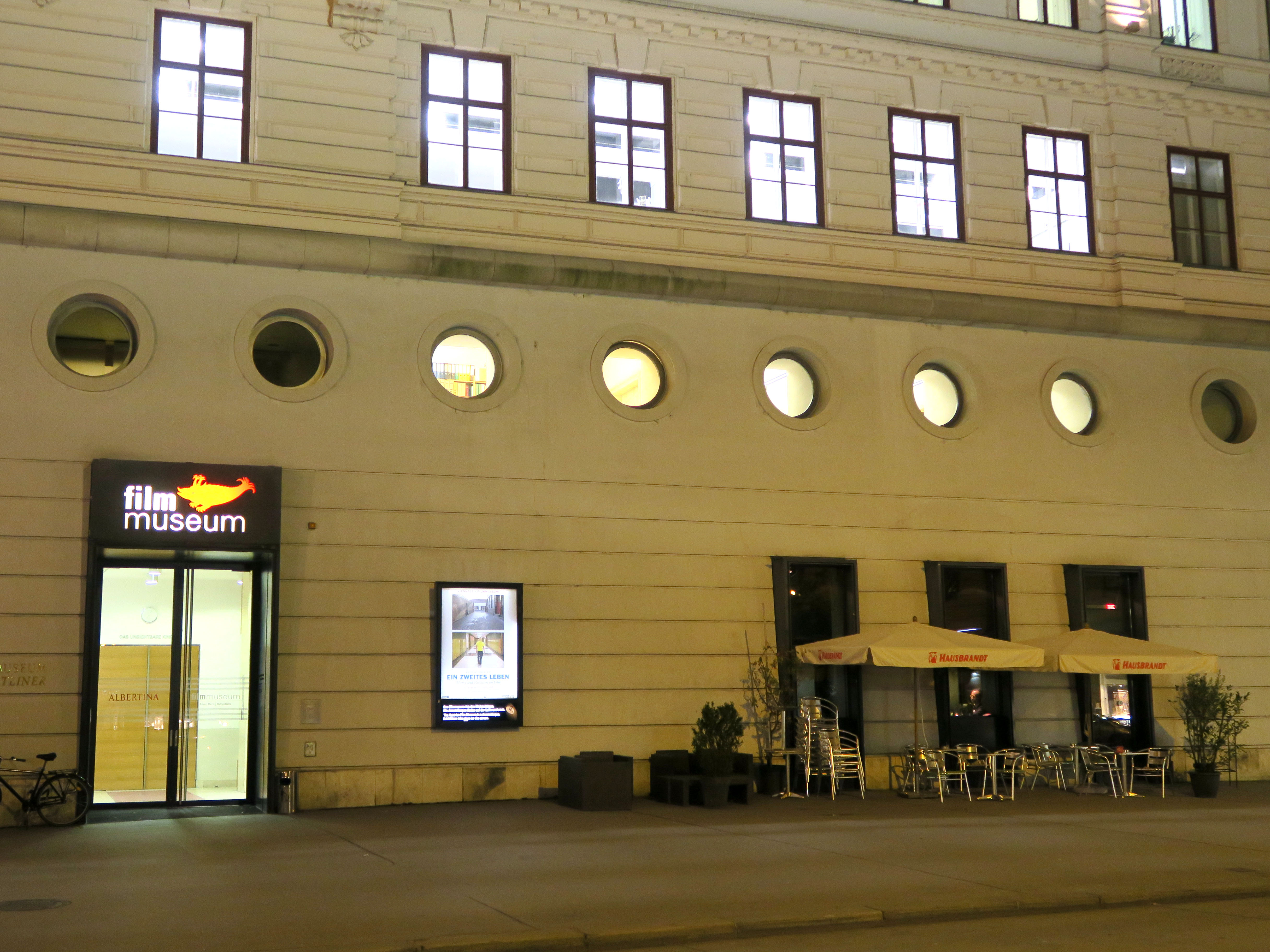
Österreichisches Filmmuseum

Das Österreichische Filmmuseum ist eine 1964 von Peter Konlechner und Peter Kubelka gegründete Kinemathek in Wien. Es befindet sich im Gebäudekomplex der Albertina unweit der Wiener Hofburg. Das Museum beherbergt einen großen Kinosaal, eine Fachbibliothek und mehrere Sammlungen und es ist im Bildungs-, Forschungs- und Ausstellungsbereich tätig. Das Filmmuseum hat die Rechtsform eines Vereins. Seine Tätigkeit wird zu je einem Drittel des Gesamtjahresbudgets von der Republik Österreich, der Stadt Wien und durch Eigeneinnahmen finanziert.

## Geschichte

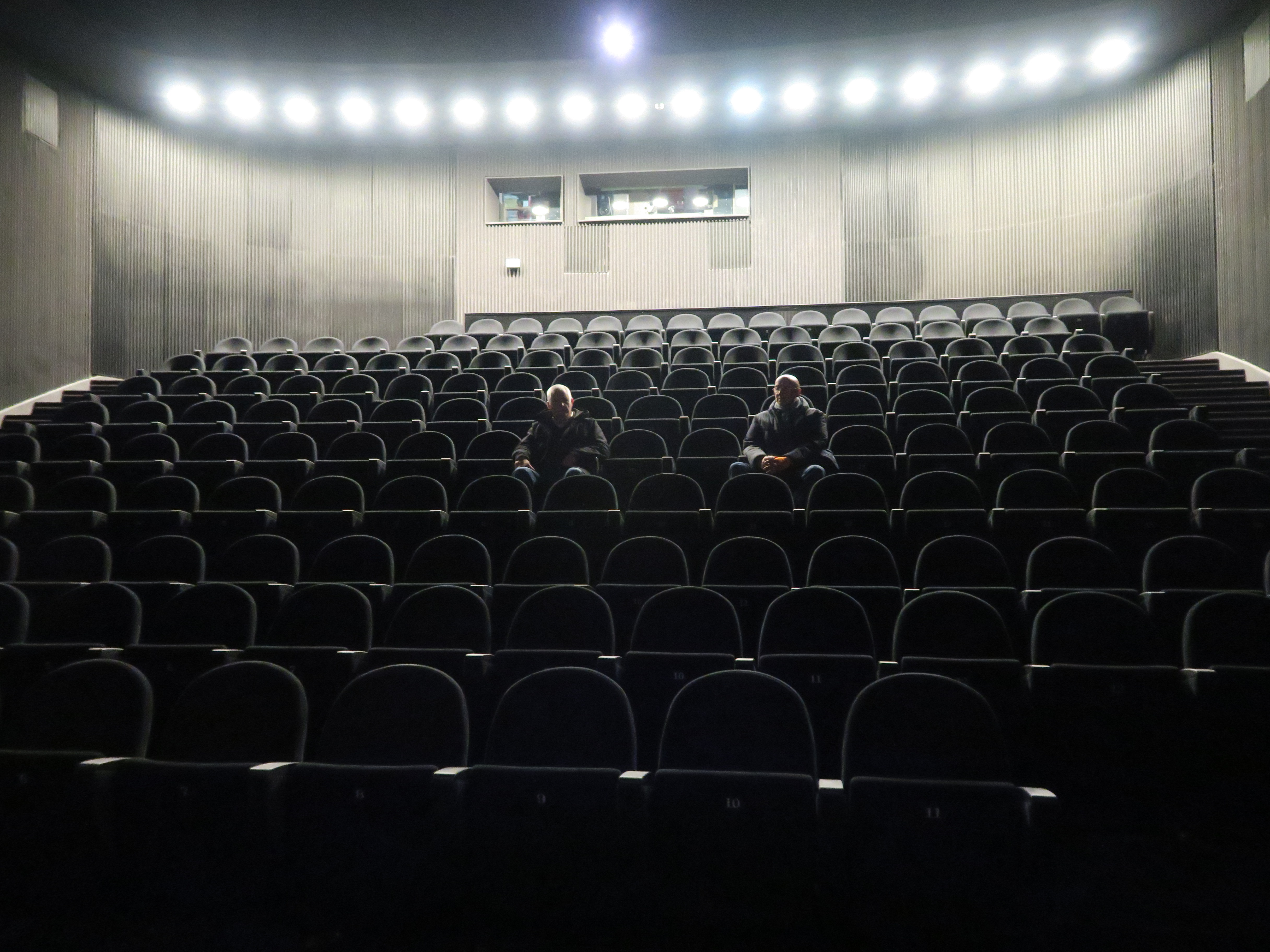
Herz des Museums: Der Kinosaal

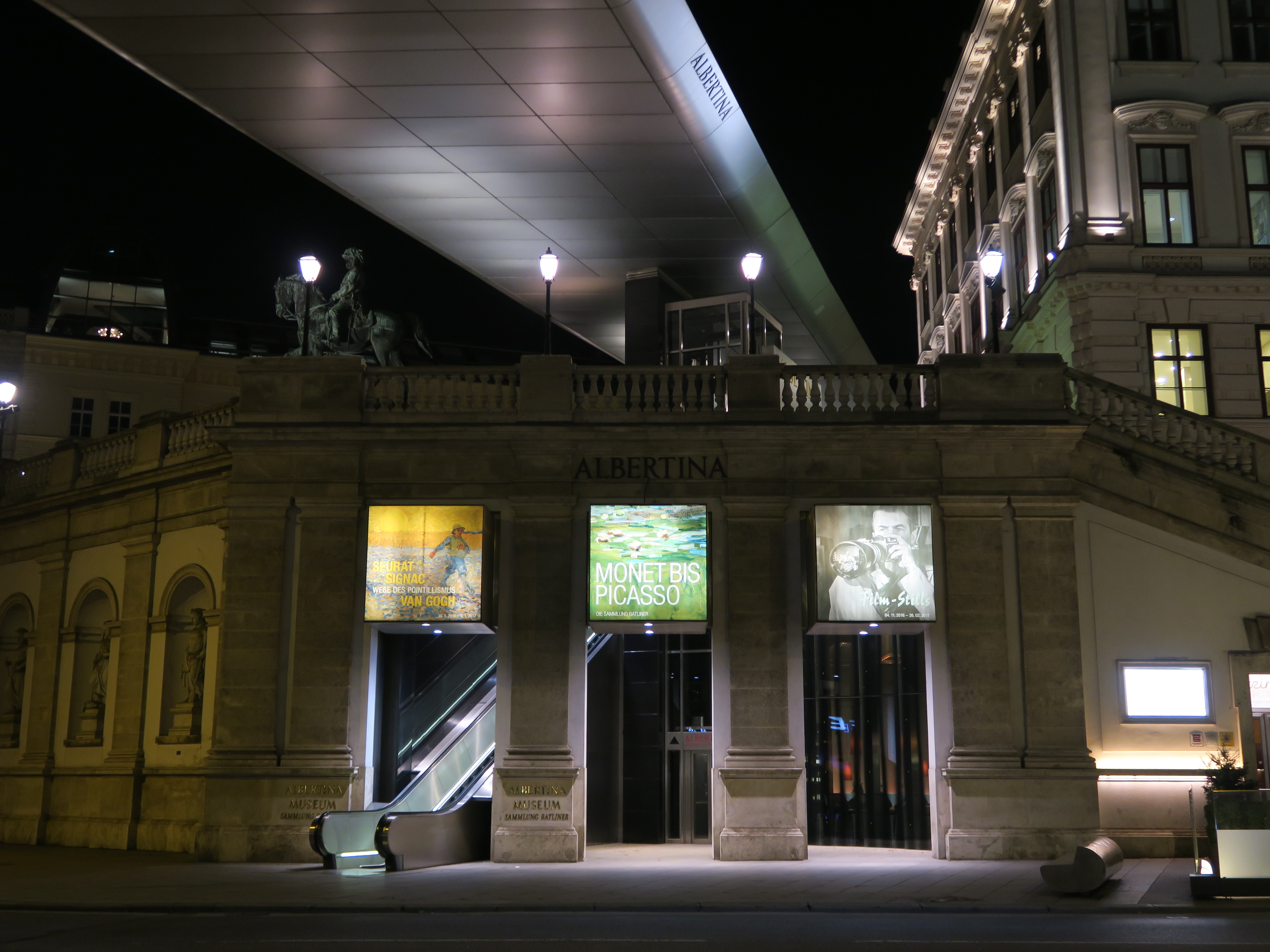
Beheimatet in der Albertina

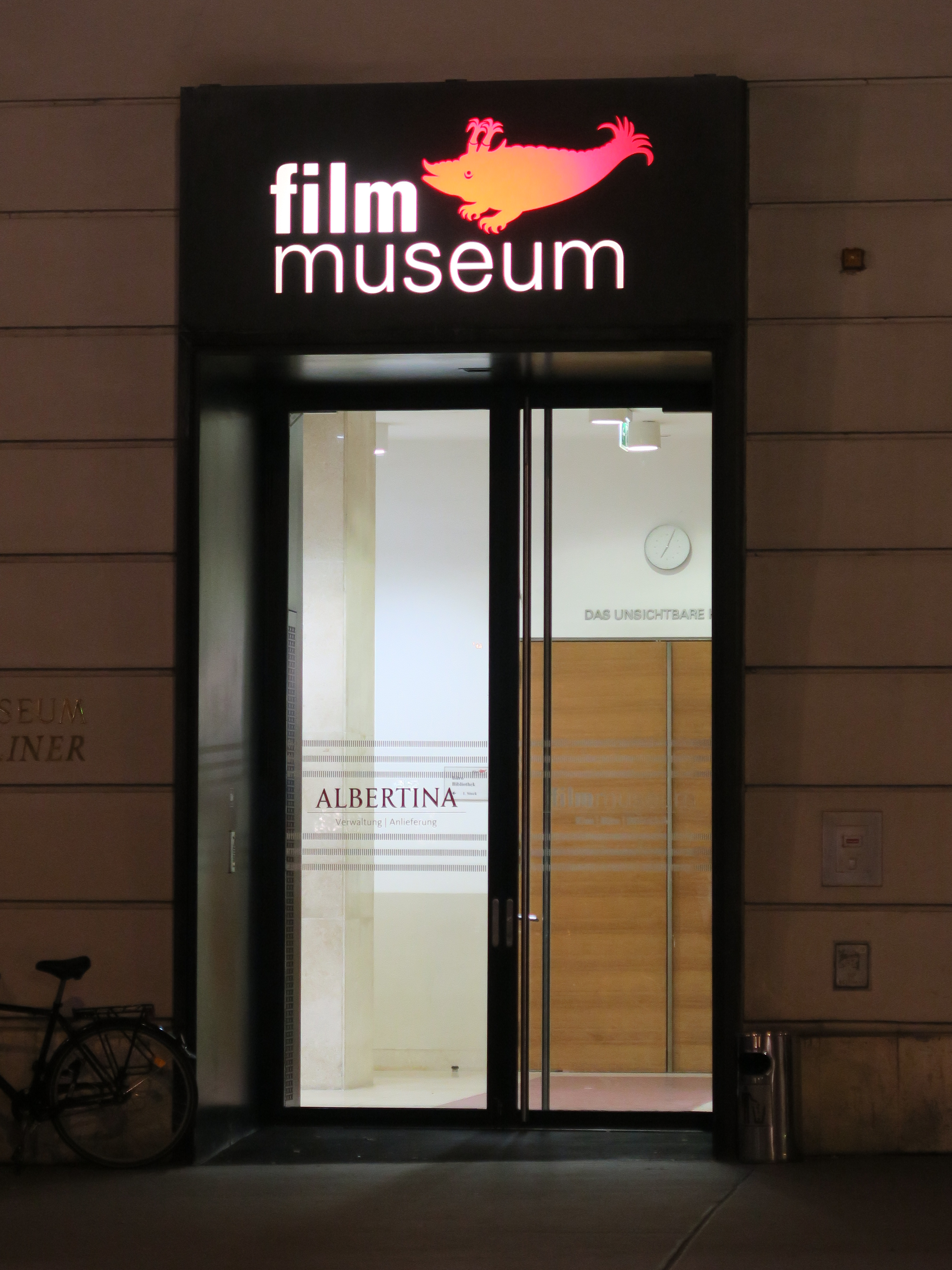
Museumseingang mit Wappentier

Im Februar 1964 gründeten der unabhängige Filmemacher Peter Kubelka und der Filmenthusiast Peter Konlechner das Österreichische Filmmuseum. Sie hatten sich 1962 bei der „Internationalen Kurzfilmwoche“ kennengelernt, die Konlechner im Rahmen seines Studentenfilmclubs Cinestudio an der Technischen Universität Wien organisierte. Ihr Ziel war es, in Österreich ein Zentrum für die Präsentation und Bewahrung der internationalen Filmgeschichte zu etablieren. Im Juni 1964, beim 20. Kongress des Weltverbands der Filmarchive (FIAF) wurde das Filmmuseum als provisorisches Mitglied aufgenommen und 1965 als Vollmitglied bestätigt.
Nach wechselnden Veranstaltungsorten in den ersten 18 Monaten seiner Tätigkeit, etwa mit dem „Petit Festival Georges Méliès“ samt Ausstellung in einer Galerie in der Nähe des Stephansdoms oder der Retrospektive Sergej Eisenstein samt Ausstellung in der Graphischen Sammlung Albertina, fand das Filmmuseum 1965 im Gebäude der Albertina seinen dauerhaften Ort für die Filmpräsentation und die Büroräume. Ab Jänner 1968, als dem Filmmuseum die Verwaltung des Kinosaals übertragen wurde, konnten Konlechner und Kubelka das Ziel eines nahezu täglichen Vorstellungsbetriebs realisieren.
Die Veranstaltungen des Filmmuseums waren von großem Publikumsinteresse begleitet. Vor allem die Retrospektiven, die das Filmmuseum seit 1966 im Rahmen der Viennale organisierte, nahmen im deutschsprachigen Raum eine Sonderstellung ein und wurden europaweit gewürdigt.
Der Spiegel bezeichnete das Museum schon 1967 als „eine der agilsten Cinémathèquen Europas“, im Jahr darauf schrieb Enno Patalas: „An einem solchen Programm kann sich ein Filmbewusstsein wirklich entwickeln. Eher könnte ein Wiener Cinephiler auf alle Kinos der Stadt verzichten als auf die Programme des Filmmuseums – diese bedeuten keine historisierende Ergänzung zum Kinospielplan, sondern dessen positives Gegenmodell.“
Im Februar 1974 wurde ein 24-stündiges Jubiläumsprogramm präsentiert: „10 Jahre Filmmuseum. Werke aus der Sammlung“. Darin spiegeln sich neben dem laufenden Museumsauftrag (einen repräsentativen Überblick über die Epochen, Stilformen und Gattungen des Films zu geben) auch mehrere thematische Schwerpunkte, die seit der Gründung entwickelt wurden: internationaler Avantgardefilm; sowjetischer Revolutionsfilm; Filmkomiker der 1910er bis 1930er Jahre (u. a. mit der Wiederentdeckung der Marx Brothers); Film als zeithistorisches Dokument; Filmpropaganda; die klassischen amerikanischen Filmgenres; deutschsprachiges Filmexil.
Ende 2001 traten Peter Kubelka und Peter Konlechner in den Ruhestand. Zu ihrem Nachfolger wurde der Kurator und Autor Alexander Horwath bestellt, der die Leitung am 1. Jänner 2002 übernahm. Er behielt die grundlegende Ausrichtung des Hauses bei, erweiterte das inhaltliche Spektrum der Programmarbeit und die Anzahl der Vorführungen, intensivierte die Sammlungs- und Restaurierungstätigkeit und verstärkte die Bereiche Vermittlung, Forschung und Publikationen. Im Jahr 2005 wurde das Österreichische Filmmuseum mit dem Österreichischen Museumspreis ausgezeichnet.
Im Jahr 2014 realisierte das Filmmuseum anlässlich seines 50-jährigen Bestehens insgesamt 21 verschiedene Projekte, die unter anderem auf die Geschichte, die Gründer, die Sammlungen und Positionen des Hauses, aber auch auf Zukunftsfragen Bezug nahmen. Im selben Jahr wurden alle seit 1964 gezeigten Programme im Programmarchiv des Filmmuseums online verfügbar gemacht.
Der Vorstand des Österreichischen Filmmuseums hat im November 2016 Michael Loebenstein, zuvor Geschäftsführer des National Film and Sound Archive (NFSA) in Australien, zum Direktor des Filmmuseums ab 1. Oktober 2017 bestellt.
Die Künstlerin VALIE EXPORT wurde im Sommer 2021 vom Vorstand des Filmmuseums zum ersten Ehrenmitglied ernannt.
Im Dezember 2024 wurde das Filmmuseum LAB für das Depot und die Digitallabors im Arsenal bezogen. Die alte Anlage in der Heiligenstädter Straße soll aufgelassen und in die neue Anlage übersiedelt werden.

### Direktoren
- 1964 bis 2001: Peter Konlechner und Peter Kubelka
- 2002 bis September 2017: Alexander Horwath
- ab Oktober 2017: Michael Loebenstein

## Aufgabe des Museums
Die Aktivitäten der Institution sind an den grundsätzlichen Aufgaben eines Museums orientiert: Sammlung und Bewahrung – Forschung und Vermittlung – Ausstellung. Dem Medium entsprechend, finden die Ausstellungen des Filmmuseums auf der Kinoleinwand statt. Der betreffende Ausstellungsraum, das Kino des Filmmuseums, befindet sich im Gebäude der Albertina. Die Werke aus der Geschichte des Films (und anderer Formen des Bewegtbilds) werden im jeweiligen Originalmedium und in Originalsprache gezeigt. Der Filmregisseur Martin Scorsese fungiert seit 2005 als Ehrenpräsident des Museums.
Neben seiner Filmsammlung beherbergt das Filmmuseum eine öffentliche Fachbibliothek, Foto-, Plakat- und Schriftgutsammlungen sowie zahlreiche Spezialsammlungen (u. a. zu Filmemachern wie Dziga Vertov oder Michael Haneke). Es engagiert sich zudem im Bildungs- und Forschungsbereich und betreibt ein Ausstellungsprogramm mit rund 700 Kinovorstellungen pro Jahr. Die Reihen „Was ist Film“ (seit 1996), „Die Utopie Film“ (zwischen 2005 und 2017) und „Collection on Screen“ (seit 2021) stellen im Sinne einer revolvierenden „Dauerausstellung“ wesentliche Beispiele des Mediums Film vor.

## Programmatik

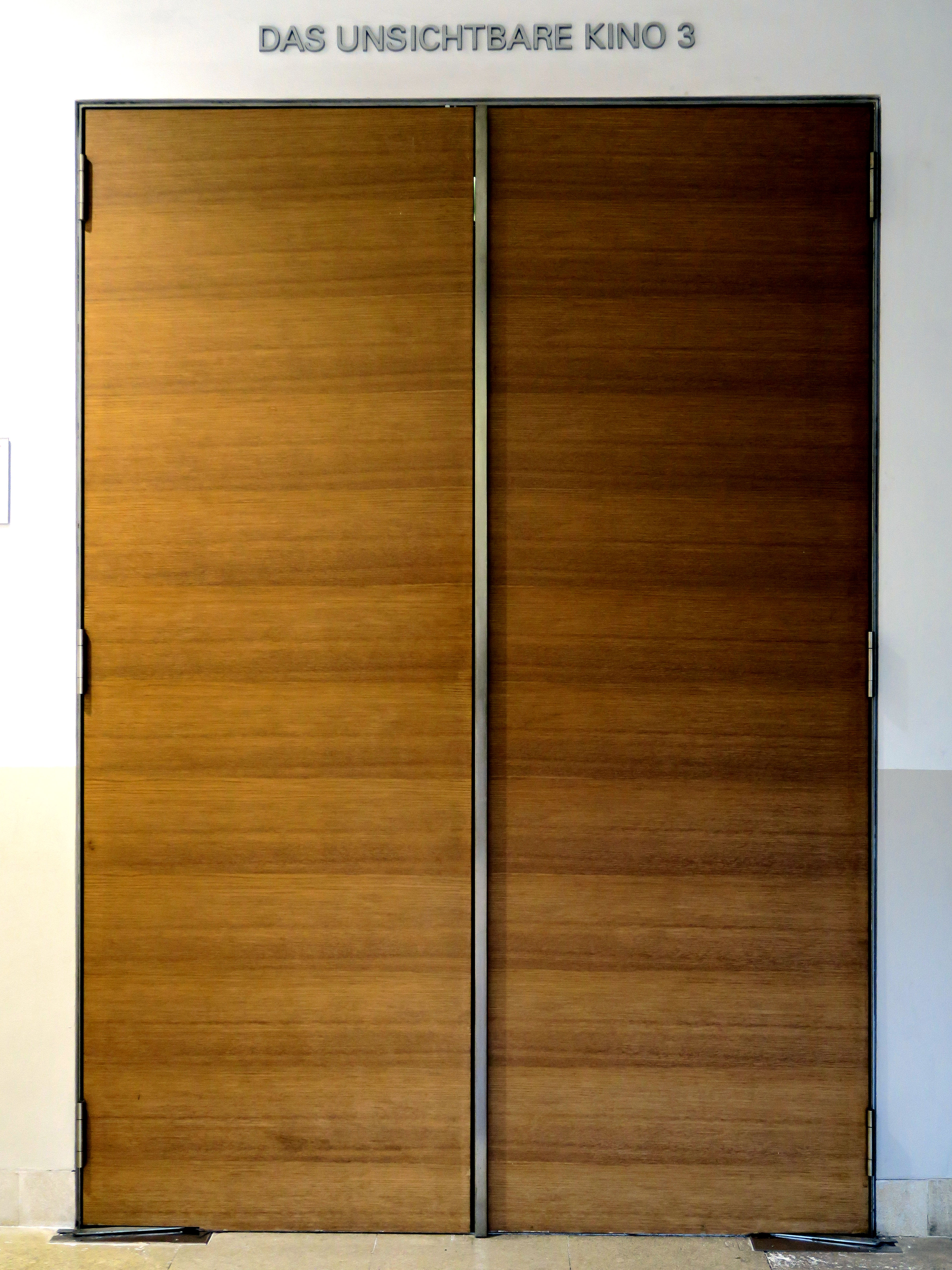
Eingang zum „Unsichtbaren Kino“

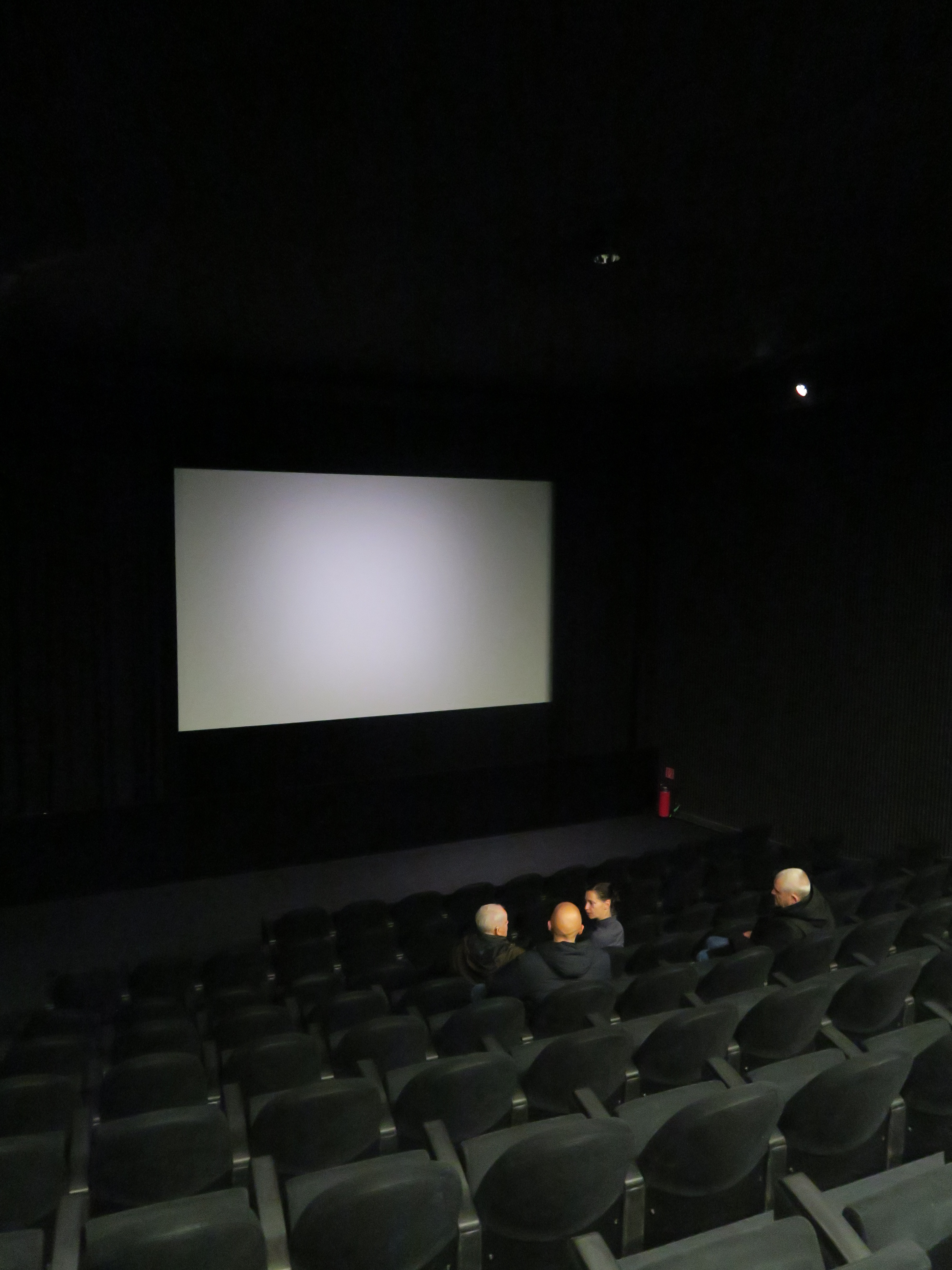
Kinosaal in schwarz-weiß

Die Gründer des Museums verstanden Film als wichtigste Ausdrucksform der Moderne sowie als wichtigste zeitgeschichtliche Quelle des 20. Jahrhunderts. Als Vorbilder galten ihnen die Cinémathèque Française, das National Film Archive in London und die Filmabteilung des Museum of Modern Art in New York. Die Filmpräsentation ohne nostalgische Verniedlichung, in Originalsprache, ohne Musikbegleitung und ohne verfälschende Vorführmodalitäten wurde als Standard gesetzt: „Filme sind mit gleicher Obhut und gleichem Respekt wie Gemälde oder Plastiken zu sammeln, zu bewahren und zu präsentieren. Filmen gebührt der Stellenwert und die Behandlung von Kunstwerken. Filme sind spezifische Produkte des geschichtlichen Gedächtnisses. Sie müssen wie historisches Quellenmaterial, wie Dokumente bewahrt und gezeigt werden.“
Zum 25-Jahr-Jubiläum des Hauses wurde 1989 das „Unsichtbare Kino“ nach dem Konzept von Peter Kubelka eröffnet: ein schwarz-in-schwarz gehaltener Vorführsaal, eine „Seh- und Hörmaschine“, die höchstmögliche Konzentration auf das filmische Ereignis selbst anstrebt. Kubelka hatte bereits 1970 bei der Eröffnung der Anthology Film Archives in New York sein Konzept des „Unsichtbaren Kinos“ realisiert. 2003 erfuhr der Filmsaal des Filmmuseums eine grundlegende Sanierung und Neugestaltung durch Erich Steinmayr und Friedrich Mascher und heißt seitdem „Das Unsichtbare Kino 3“. Seither ist das Filmmuseum auch mit einer komplett erneuerten Bild- und Tontechnik ausgestattet, die es erlaubt, neben den gängigen Bildformaten der Filmgeschichte die zeitgenössischen Ton- und Videosysteme wiederzugeben. Mit der Durchsetzung des „Digitalen Kinos“ im kommerziellen Bereich (2009–2012) hat das Filmmuseum sein präsentationstechnisches Spektrum auch um dieses Medium erweitert.
Das Österreichische Filmmuseum vertritt das Prinzip, dass der Film selbst (als Artefakt und als Projektionsereignis, im Archiv wie in der Vermittlungs- und Ausstellungstätigkeit) Priorität vor den Derivaten und Faksimiles des Films hat. Es zeigt daher Werke aus der Geschichte des Films grundsätzlich in analoger Kinoprojektion und ist um Kopien im jeweiligen Originalformat bemüht (35-mm- und 16-mm-Film). Video- und digitale Arbeiten sowie Fernsehproduktionen werden in Videoformaten bzw. digital projiziert, Sonderfälle eigens ausgewiesen.
Neben den wechselnden Retrospektiven stellen zwei dauerhafte Reihen das Prinzip der Permanent Collection dar. Der von Peter Kubelka kuratierte Zyklus „Was ist Film“, ein grundlegender Überblick über das Potential des Mediums, konnte 1995/96 im Rahmen der Hundertjahrfeier des Films vervollständigt werden. Er wird seither jeden Dienstag gezeigt und besteht aus 63 abendfüllenden Programmen. Die Reihe „Die Utopie Film“ besteht aus Kapiteln mit jeweils mehreren Filmen und wurde zwischen 2005 und 2017 ebenfalls dienstags präsentiert, als Folge monatlich wechselnder Konstellationen oder Fragestellungen. Im September 2021 startete das Österreichische Filmmuseum die neue Reihe „Collection on Screen“, die sich jeden Sonntag anhand seiner eigenen Sammlung mit Filmgeschichte auseinandersetzt.

## Das Wappentier
Unmittelbar nach der Gründung gewannen Konlechner und Kubelka die Künstlerin Gertie Fröhlich für die Gestaltung der Plakate. Sie tat dies über zwanzig Jahre lang. Fröhlich schlug auch das bis heute bestehende Logo bzw. Wappentier des Filmmuseums vor: das Phantasiewesen Zyphius. Sie hatte es in einer Abhandlung über Fabelwesen aus dem Jahr 1558 gefunden. Da es aufgrund seiner besonderen anatomischen Eigenschaften sowohl an Land als auch unter Wasser leben kann, wurde es als passendes Symbol für das langfristige Überleben des Filmmuseums angesehen.

## Sammlungen
Das Archiv des Filmmuseums befindet sich seit 1982 in Döbling, dem 19. Wiener Gemeindebezirk. Dort sind fast alle Sammlungen des Hauses untergebracht. Die Nitrofilmsammlung wird gemeinsam mit jener des Filmarchiv Austria in einem eigenständigen Nitrofilmbunker in Laxenburg, Niederösterreich, aufbewahrt.

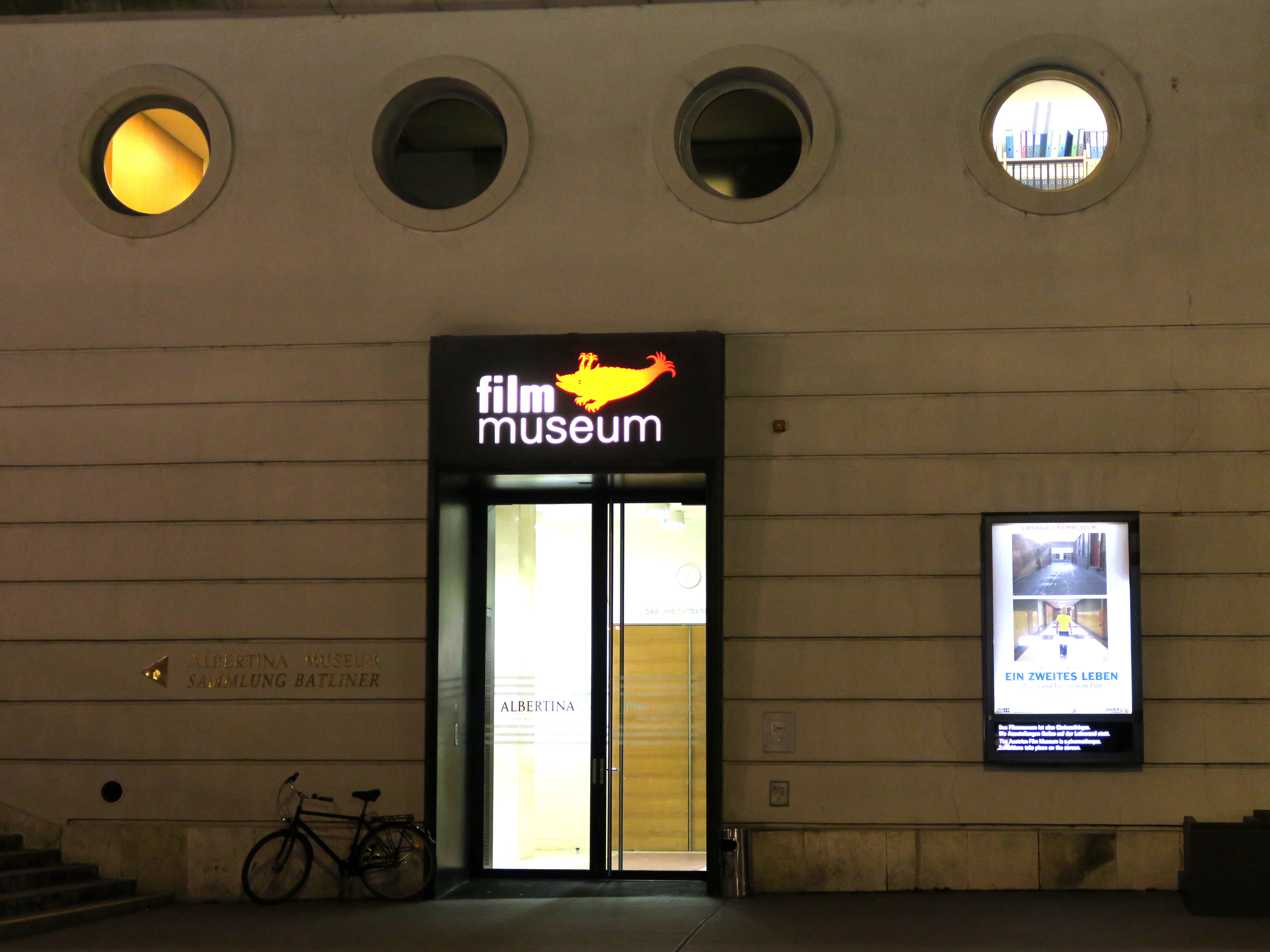
Museumseingang und 1. Stock

Die Filmsammlung des Museums umfasst über 31.000 Werke. Neben den Klassikern der Filmgeschichte sind dem internationalen und österreichischen Avantgardefilm, dem sowjetischen Revolutionskino und dem deutschsprachigen Filmexil Schwerpunkte gewidmet. Spezielles Augenmerk gilt auch den Filmdokumenten zur Zeitgeschichte und „ephemeren“ Formen wie dem Amateurfilm. Die Filmsammlung wird laufend erweitert und kommt in den Präsentationen und Retrospektiven des Filmmuseums auf unterschiedliche Weise zur Darstellung, etwa bei den regelmäßigen Programmen „Was ist Film“ und „Collection on Screen“ sowie bei DVD- und Online-Veröffentlichungen.
Die Filmrestaurierung und Werksicherung durch Umkopierung zählt zu den grundsätzlichen Aufgaben aller Filmmuseen und -archive. Das Filmmuseum ist seit Anfang der 1970er Jahre in diesem Bereich aktiv. Eines der ersten größeren Restaurierungsprojekte war die Rekonstruktion von Dziga Vertovs frühem Tonfilm Enthusiasmus – Die Donbass-Symphonie (1930) durch Peter Kubelka und Edith Schlemmer. Seit 2008 nutzt das Museum neben den traditionellen analogen Kopierverfahren auch digitale Technologien zur Filmrestaurierung.
Das Filmmuseum beherbergt außerdem eine mit mehr als 400.000 Motiven bestückte Fotosammlung sowie Schriftgut-, Plakat- und Technik-Sammlungen. Zu den „Special Collections“ des Hauses zählen u. a. die Sammlung Dziga Vertov, die Sammlung Michael Haneke und die Schlemmer-Filmkadersammlung. Die Bestände werden für wissenschaftliche und kulturelle Projekte genutzt. Mit einem „barrierefreien“ Zugang zu den Sammlungen sollen Transparenz und Verbindlichkeit gegenüber den Nutzern dieser Sammlungen gewährleistet werden.
Die Bibliothek des Filmmuseums ist mit über 28.200 Büchern und mehr als 400 Zeitschriftentiteln die größte Filmfachbibliothek in Österreich. Sie befindet sich seit 2018 in der Hanuschgasse 3, zuvor war sie im Gebäude der Albertina untergebracht. Der Katalog ist online verfügbar. Die Privatbibliothek des österreichischen Emigranten Amos Vogel (Amos Vogel Library) mit ca. 8.000 Büchern, Zeitschriften und Jugendschriften ist Teil der Bibliothek und ist seit Ende 2019 für die Öffentlichkeit zugänglich.

## Vermittlung und Forschung
Seit 2002 hat das Filmmuseum seine Vermittlungstätigkeit (Vorträge, Einführungen, Gespräche mit Filmemachern) um Veranstaltungen erweitert, die sich dezidiert an Bildungseinrichtungen wenden. Diese Arbeit ist an den kuratorischen Zielsetzungen des Hauses orientiert: Vermittelt werden soll eine Schärfung des Blicks auf unterschiedliche Formen des Mediums, ein umfassender Begriff von Filmgeschichte, ihr Verhältnis zur Geschichte des 20. Jahrhunderts sowie die Besonderheiten des analogen Films in Relation zu anderen Bewegtbild-Medien.
Jedes Semester werden 15 bis 20 Veranstaltungen für Schülern angeboten, die u. a. in Form von Lectures, Gesprächen rund um einzelne Filme oder Workshops mit Filmschaffenden verschiedene Aspekte des Films vermitteln. Im Programm Fokus Film wird über die Dauer eines Semesters mit einer bis vier Klassen intensiv zu einem filmbezogenen Thema gearbeitet. Zudem bietet das Filmmuseum seit 10 Jahren die Summer School an, eine Filmvermittlungs-Fortbildung für Pädagogen und alle Interessierten, die entlang eines jährlich neu festgelegten Themas (z. B. Film als Denken, Kindheit und Kino) intensiv mit Film in bildenden Kontexten arbeiten möchten.
Das Österreichische Filmmuseum ist Partner des Projektes CINEMINI EUROPE, das sich der Entwicklung von Filmvermittlung für die Altersstufe 3 bis 6 Jahre widmet.
Im Filmmuseum finden auch Lehrveranstaltungen der Universität Wien, der Universität für angewandte Kunst und der Akademie der bildenden Künste statt – oft im Zusammenhang mit Retrospektiven und Gästen des Hauses. Zudem konzipieren Mitarbeitern des Hauses regelmäßig Lehrveranstaltungen, die die Sammlungen des Hauses nutzen, um Diskurse der Filmwissenschaft mit der Perspektive eines Filmmuseums in Kontakt zu bringen.
Das Filmmuseum ist Partner oder Initiator wissenschaftlicher Forschungsprojekte. So wurde ab 2004 die Sammlung Dziga Vertov wissenschaftlich aufgearbeitet und online gestellt, gefolgt vom Forschungsprojekt „Digital Formalism“ (2007–2010) mit dem Institut für Theater-, Film- und Medienwissenschaft der Universität Wien und der Interactive Media Systems Group der TU Wien. Das KUR_Programm zur Konservierung und Restaurierung von mobilem Kulturgut ermöglichte es der Deutschen Kinemathek und dem Österreichischen Filmmuseum, die Outtakes von Friedrich Wilhelm Murnaus Tabu (1931) durch Umkopierung zu sichern, wissenschaftlich zu editieren und in digitaler Form zu publizieren. „Ephemere Filme: Nationalsozialismus in Österreich“ (in Partnerschaft mit dem United States Holocaust Memorial Museum, Washington; seit 2013) ist eines der zahlreichen Projekte, die das Filmmuseum gemeinsam mit dem Wiener Ludwig-Boltzmann-Institut für Geschichte und Gesellschaft in Wien durchführt. Seit 2016 ist das Filmmuseum an dem europäischen Forschungs- und Disseminationsprojekt „I-Media-Cities“ beteiligt, finanziert von der EU im Rahmen des Horizon 2020-Programms für Forschung und Innovation. Seit 2019 koordiniert das Österreichische Filmmuseum zusammen mit dem Ludwig Boltzmann Institute for Digital History das Forschungsprojekt "Visual History of the Holocaust: Rethinking Curation in the Digital Age".

## Ehrenpräsident und Gäste des Hauses
2005 übernahm der US-amerikanische Regisseur Martin Scorsese die Ehrenpräsidentschaft des Österreichischen Filmmuseums. Scorsese engagiert sich seit Jahrzehnten für die Sicherung und Restaurierung des filmischen Welterbes. Scorsese konnte das Filmmuseum im November 1995 persönlich kennenlernen, als er zur Retrospektive seines Werks zu Besuch war.
Zu den Filmkünstlern, die das Museum im Lauf seiner Geschichte als Gesprächspartnern bei öffentlichen Veranstaltungen – zum Teil mehrfach – besucht haben, zählen neben Scorsese etwa Chantal Akerman, John Alton, Olivier Assayas, James Benning, Busby Berkeley, Bernardo Bertolucci, Stan Brakhage, Luigi Comencini, Jean-Pierre und Luc Dardenne, Catherine Deneuve, Claire Denis, Lav Diaz, Jean Eustache, Valie Export, Harun Farocki, Rainer Werner Fassbinder, Federico Fellini, Michael Haneke, Werner Herzog, Philip Seymour Hoffman, Danièle Huillet und Jean-Marie Straub, Chuck Jones, Elia Kazan, Alexander Kluge, Kurt Kren, Fritz Lang, Claude Lanzmann, Richard Leacock, Sergio Leone, Richard Linklater, Dušan Makavejev, Gregory J. Markopoulos, Groucho Marx, Jonas Mekas, Jeanne Moreau, Marcel Ophüls, Arthur Penn, Christian Petzold, Yvonne Rainer, Éric Rohmer, Jean Rouch, Paul Schrader, Werner Schroeter, Ulrich Seidl, Don Siegel, Michael Snow, Alberto Sordi, Tsai Ming-liang, Agnès Varda, Paul Verhoeven, Luchino Visconti, Viva, Kōji Wakamatsu, Apichatpong Weerasethakul und Frederick Wiseman.

## Publikationen
Schon in den 1960er und frühen 70er Jahren verlegte das Filmmuseum filmhistorische Bücher. In einer zweiten Reihe erschienen in den 1980er und frühen 90er Jahren Bücher und Broschüren zum Werk von Jean Eustache, Yasujiro Ozu, Humphrey Jennings und Robert Gardner. 2003 wurde gemeinsam mit dem Zsolnay-Verlag eine neue Buchreihe namens KINO eröffnet, mit Bänden zu populären Filmgattungen (u. a. „Singen und Tanzen im Film“, „Western“, „Film und Biografie“, Klaus Kreimeiers „Kulturgeschichte des frühen Kinos“) und bedeutenden Filmkünstlern (Edgar G. Ulmer, Peter Lorre, Orson Welles, Laurel & Hardy, Buster Keaton).
Seit 2005 werden gemeinsam mit SYNEMA – Gesellschaft für Film und Medien in der Reihe FilmmuseumSynemaPublikationen Bücher zu wesentlichen Vertretern des zeitgenössischen Kinos verlegt (Claire Denis, Peter Tscherkassky, John Cook, James Benning, Michael Pilz, Apichatpong Weerasethakul, Gustav Deutsch, Romuald Karmakar, Olivier Assayas, Joe Dante, Dominik Graf, Hou Hsiao-hsien, Jean-Marie Straub & Danièle Huillet, Ruth Beckermann, Gerhard Friedl), aber auch Bände über Aspekte des frühen Films (Dziga Vertov, Jean Epsteins Filmtheorie, Josef von Sternbergs letzter Stummfilm, Filmkomikerinnen um 1910) sowie Publikationen über aktuelle Fragen und einflussreiche Positionen der Filmvermittlung bzw. Filmtheorie („Film Curatorship“, „Was ist Film“, „Screen Dynamics“, „Archäologie des Amateurfilms“, Texte von und über Amos Vogel, Alain Bergalas „Cinema Hypothesis“, Siegfried Mattls Schriften zu Film und Geschichte). 2014 erschien eine dreigliedrige Publikation über die Geschichte und die Sammlungen des Filmmuseums. Die rund 35 Bände umfassende Reihe (Stand: 2022) ist zum Teil in deutscher oder englischer Sprache bzw. bilingual verfasst.
Seit 2005 bringt das Österreichische Filmmuseum als Gründungsmitglied der Edition Filmmuseum DVDs rarer Filme auf den Markt (u. a. Werke von Erich von Stroheim, Lev Kulešov, Josef von Sternberg, Dziga Vertov, Straub/Huillet, John Cook, Werner Schroeter, Michael Pilz, James Benning, Apichatpong Weerasethakul). Die Edition Filmmuseum ist eine gemeinsame Publikationsreihe von Filmarchiven und kulturellen Institutionen im deutschen Sprachraum. Beim Festival Il Cinema Ritrovato in Bologna wurde die vom Filmmuseum produzierte DVD zu Vertovs Enthusiasmus mit dem Hauptpreis als Beste DVD 2005/06 ausgezeichnet. Die DVD zu Michail Kalatozovs Das Salz Swanetiens und Nagel im Stiefel, gemeinsam herausgegeben mit dem Filmmuseum München, erhielt dieselbe Auszeichnung in der Saison 2013/14.
Seit 2009 werden Teile der „Non-Film“-Sammlungen des Filmmuseums sukzessive online zugänglich gemacht, seit 2012 auch filmische Materialien. Darunter etwa (in Form einer recherchierbaren Datenbank) der im Filmmuseum gesicherte Bestand der Wochenschau „Österreich in Bild und Ton“ (1935–1937) und alle erhaltenen Ausgaben der „Kinonedelja“ Dziga Vertovs erster Wochenschau und seiner „Kino-Pravda“.